# Urna kraterowata

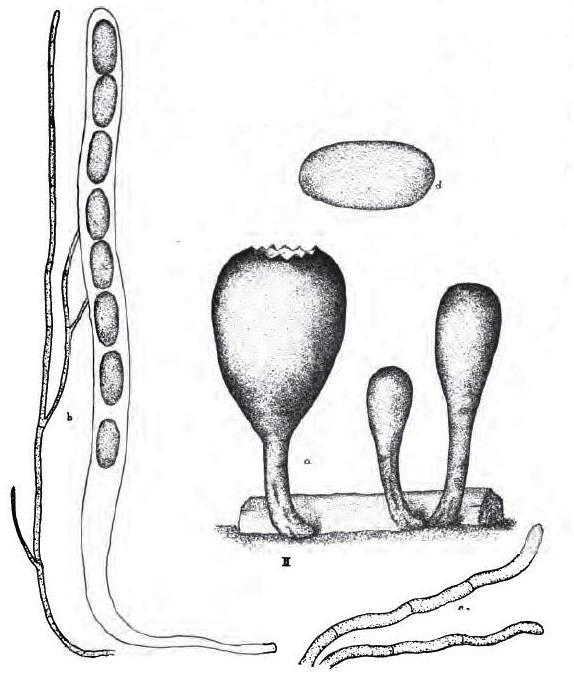
Rycina przedstawiająca: a) owocniki b) worek i wstawki c) włoski hymenium d) pojedynczy zarodnik U. craterium

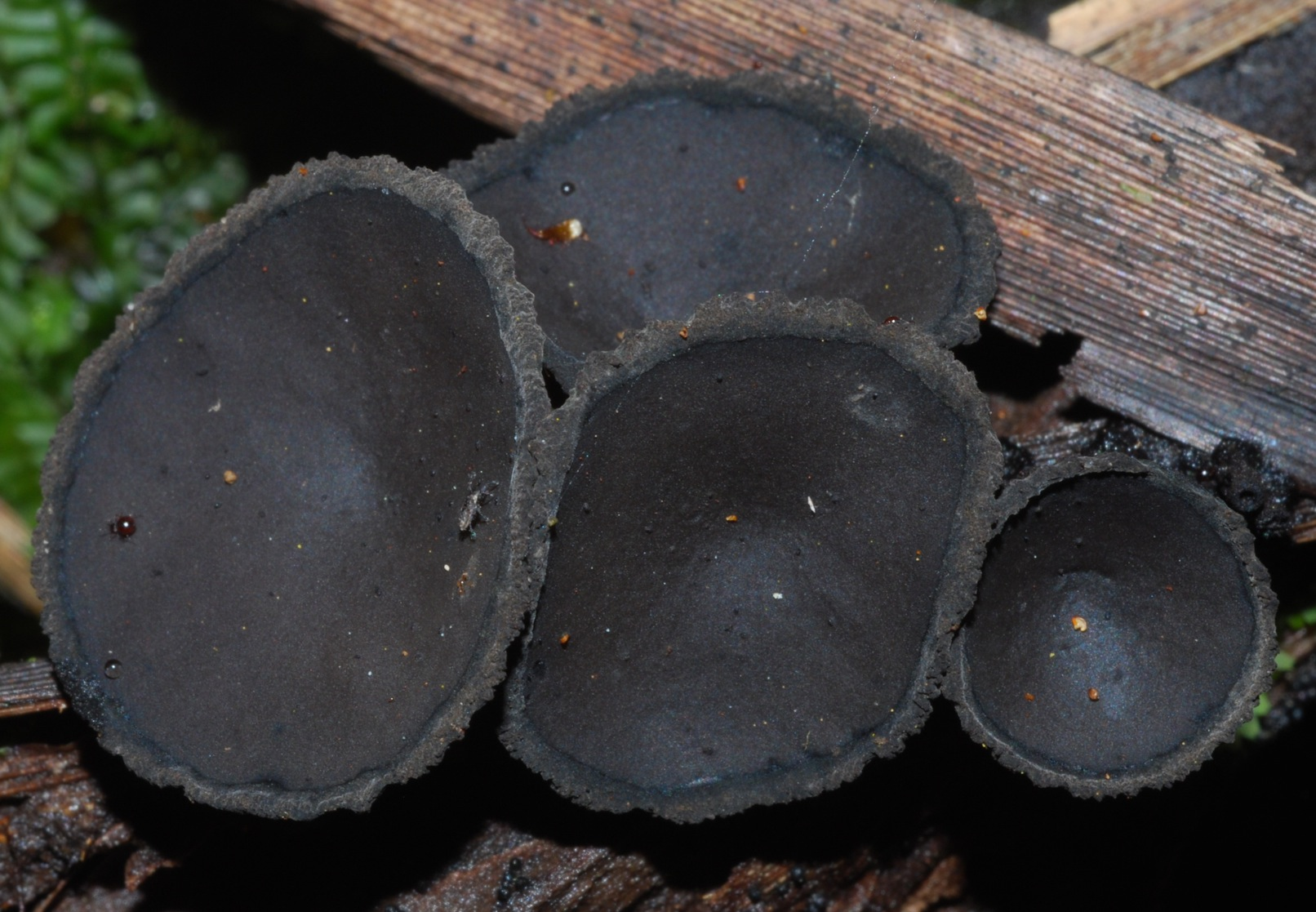
Plectania melastoma jest gatunkiem o podobnym wyglądzie

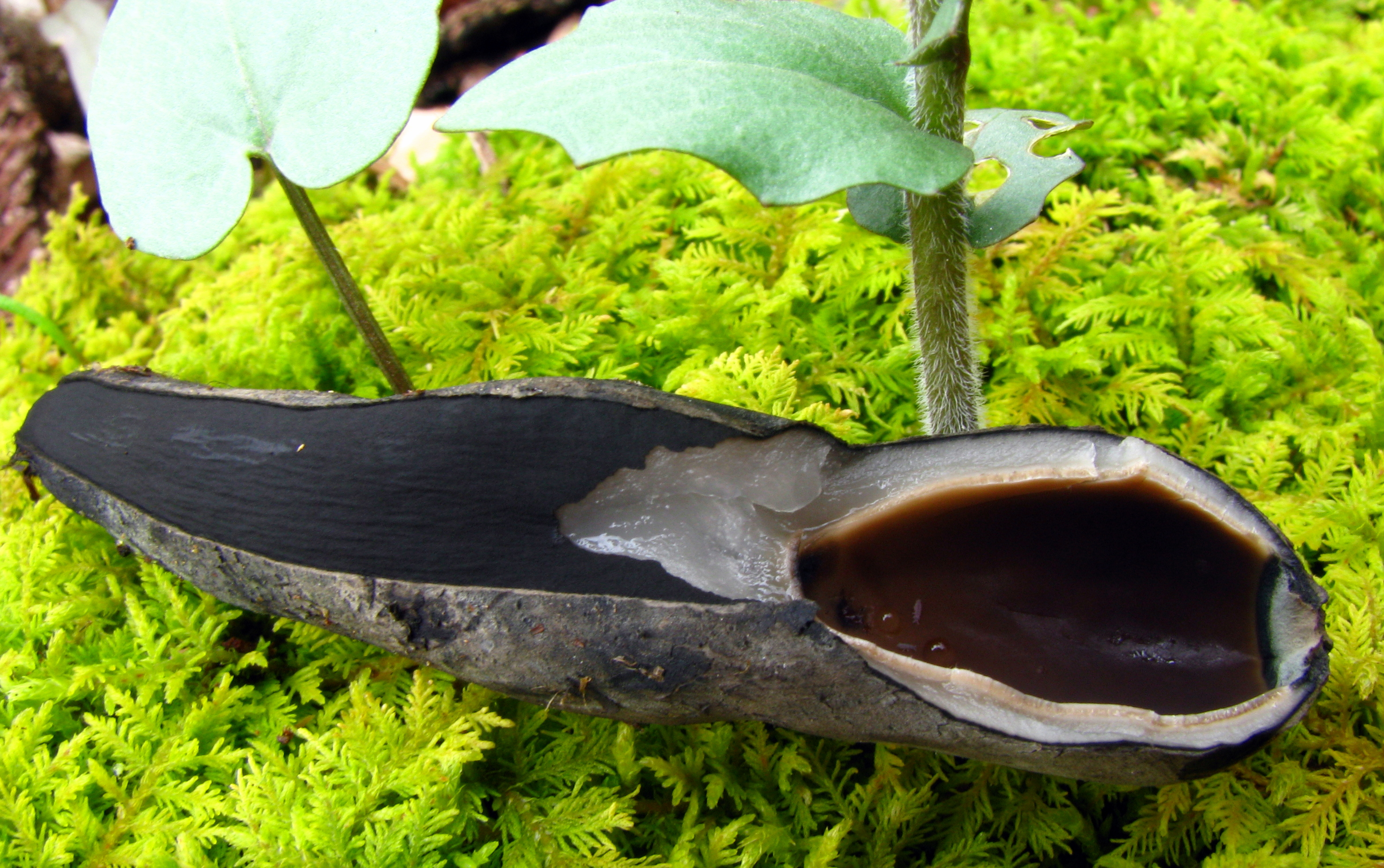
Przekrój przez niedojrzały okaz z jeszcze nieotwartym kielichem

Urna kraterowata (Urnula craterium (Schwein.) Fr.) – gatunek grzybów z rodziny Sarcosomataceae. Jest pasożytem dębów i innych gatunków drzew powodując zgorzel (antraknozę), jest też saprotroficzny – owocniki pojawiają się na przewróconych pniach. Charakterystyczne, czarnej barwy, kielichowate owocniki pojawiają się wczesną wiosną. Angielskie nazwy tego grzyba to „devil′s urn” i „gray urn”. Łacińska nazwa rodzaju pochodzi od krateru, naczynia służącego w starożytnej Grecji do mieszania wina z wodą.

## Taksonomia i nazewnictwo
Pozycja w klasyfikacji według Index Fungorum: Sarcosomataceae, Pezizales, Pezizomycetidae, Pezizomycetes, Pezizomycotina, Ascomycota, Fungi.
Gatunek został po raz pierwszy opisany w 1822 r. z Karoliny Północnej jako Peziza craterium przez Lewisa Davida de Schweinitza. Po raz pierwszy w literaturze pod obecną nazwą pojawił się w 1849 r. gdy mikolog Elias Fries utworzył rodzaj Urnula, ustanawiając opisany przez de Schweinitza gatunek Peziza craterium jako gatunek typowy nowego rodzaju. W 1896 r. Heinrich Rehm przemianował gatunek z powrotem na Peziza craterium i zastąpił typ Urnula terrestris gatunkiem nie spokrewnionym z poprzednim. Doprowadziło to do sytuacji, w której do rodzaju Urnula zaliczono jeden gatunek, nie zbliżony do oryginalnie opisanego przez Friesa. Elsie Kupfer napisała do Rehma, prosząc go o wyjaśnienie jego decyzji; ten odpowiedział, że:

[Gatunek] Urnula craterium został umieszczony z pokrewnym rodzajem Geopyxis, ponieważ Geopyxis został ustanowiony przez Persoona zanim Fries ustanowił rodzaj Urnula, oraz celem zachowania rodzaju Urnula, do którego Saccardo zaliczył Podophacidium terrestre Niessla, do którego to gatunku on (Rehm) ograniczył obecny rodzaj.

Kupfer uznała, że Rehm nie wyjaśnił, dlaczego jego zdaniem Urnula craterium należy do gatunków pokrewnych rodzajowi Geopyxis ani powodu, dla którego Podophacidium terrestre powinien być uważany za należący do rodzaju Urnula. W makro-i mikroskopowej analizie tkanek tych rodzajów wykazała niespójność podziału Rehma i przywróciła nomenklaturę Friesa.
Nazwa rodzajowa oznacza „małą urnę”. Epitet gatunkowy pochodzi od łacińskiego słowa cratera, odnoszącego się do krateru, naczynia służącego w starożytnej Grecji do mieszania wina z wodą. Angielskie nazwy tego grzyba to devil′s urn (diabelska urna) i gray urn (szara urna).
Synonimy:

- Cenangium craterium (Schwein.) Fr. 1828
- Dermatea craterium (Schwein.) Rehm, in Winter 1894
- Dermea craterium (Schwein.) Schwein. 1832
- Geopyxis craterium (Schwein.) Rehm 1894
- Peziza craterium Schwein. 1822
- Sarcoscypha craterium (Schwein.) Bánhegyi 1938
- Scypharia craterium (Schwein.) Quél. 1886

Nazwa polska na podstawie rekomendacji Komisji ds. Polskiego Nazewnictwa Grzybów z 2021 r. W 2016 r. A. Wilgocka opisywała ten gatunek pod nazwą urna diabla.

## Morfologia
Owocnik
Kielichowaty owocnik (askokarp) tego gatunku ma od 3 do 4 cm średnicy i głębokość od 4 do 6 cm. Początkowo jest zamknięty, w miarę dojrzewania otwiera się, wskutek czego powstaje okrągły otwór otoczony obszarpanymi lub gładkimi, podwiniętymi do środka krawędziami. Miąższ ścian owocnika jest twardy i początkowo galaretowaty, z czasem staje się coraz bardziej skórzasty. Owocnik na zewnątrz jest brązowawoczarny do czarnego, o aksamitnej powierzchni, natomiast jego wewnętrzna warstwa zarodnikonośna (hymenium) jest zazwyczaj jaśniejsza. Zewnętrzna powierzchnia może być pokryta drobnymi płatami tkanki. Obserwowane przez szkło powiększające, „włoski” (strzępki) tworzące zewnętrzną, aksamitną powierzchnię, mają zmienną długość, są grubościenne, tępe i wyglądają, jak gdyby falowały. Kielichowaty owocnik jest osadzony na trzonie, o wysokości zazwyczaj 3 do 4 cm, z czarną grzybnią u nasady.
Cechy mikroskopowe
Askospory są elipsoidalne lub kiełbaskowate, gładkie, cienkościenne, pozbawione ziaren amyloidu (nie reagują na odczynnik Melzera), są szkliste (przeświecające), o wymiarach 22-37 na 10-15 µm. Worki mieszczą 8 zarodników, są cylindryczne, o wymiarach 600 na 15-17 µm. Mają wieczko, zaangażowane w mechanizm uwalniania zarodników. Worki porozdzielane są cienkimi, nitkowatymi, rozgałęzionymi wstawkami (parafizami).

## Rozwój
Cykl życia Urnula craterium obejmuje zarówno formy niedoskonałe (tworzące zarodniki konidialne), jak i doskonałe (tworzące zarodniki płciowe). Jak to bywa w taksonomii grzybów, grzybowi w formie niedoskonałej nadano inną nazwę gatunkową, ponieważ związek pomiędzy doskonałą i niedoskonałą postacią tego taksonu nie był jeszcze znany. Stadium niedoskonałe nazwano Conoplea globosa (Schw.) Hughes. Jest to patogen dębów i gatunków z kilku innych rodzajów drzew.
Zarodniki U. craterium cechuje szybkie i wysokoprocentowe kiełkowanie. Kiełkowanie trwa zaledwie 1,5 godziny – stosunkowo krótko w porównaniu do innego gatunku z tej samej rodziny – czarki szkarłatnej (Sarcoscypha coccinea), u której ten proces trwa 48 godzin. Ponadto kiełkowanie jest możliwe w szerokim zakresie temperatur, od 5 do 35 °C i w szerokim zakresie pH gleby. Jakość i ilość światła nie ma wpływu na kiełkowanie, choć długotrwałe narażenie na bezpośrednie światło zmniejsza jego wydajność.

## Występowanie i siedlisko
Gatunek notowany jest ze wschodniej części Ameryki Północnej, Europy (w Czechach, Finlandii i Hiszpanii), Japonii i Chin. Umieszczono go w czerwonej księdze Czech jako krytycznie zagrożony (CE) i w czerwonej księdze Polski jako rzadki (R).
Owocniki U. craterium rosną pojedynczo lub w grupkach, najczęściej przytwierdzone do opadłych i częściowo przykrytych ziemią gałęzi drzew, głównie dębów. W stadium doskonałym jest saprotrofem, rozkładającym drewno; w stadium niedoskonałym jest pasożytem powodującym zgorzel drewna różnych gatunków drzew, w tym dębów, orzeszników, lip i buków. Jest dość często znajdowany w lasach liściastych i mieszanych, chociaż często przeoczany ze względu na ciemną barwę i częściowe przykrycie owocników ściółką. Jako jeden z pierwszych grzybów owocnikowych pojawiających się od marca do maja U. craterium bywa określany „zwiastunem wiosny” i można go czasem spotkać pod topniejącym śniegiem.

## Znaczenie
Gatunek zwykle oznaczany jest w przewodnikach terenowych jako niejadalny lub jako niezalecany do spożycia ze względu na twardą konsystencję owocników. Michael Kuo w swojej książce o jadalnych grzybach z 2007 opisuje smak tego grzyba jako „przeciętny” i komentuje: „Urnula craterium nie jest taki zły, jak myślałem, że będzie. Możliwe jest jego jedzenie z wymuszonym uśmiechem, jeśli ciocia Wanda Ci go zaserwuje”.
U. craterium hodowany na płynnych podłożach wytwarza bioaktywne substancje chemiczne, hamujące wzrost innych grzybów patogennych względem osik: niszczących liście gatunków Ophiostoma crassivaginatum i O. piliferum, jak również Phellinus tremulae powodującego rozkład drewna. Wykazano, że produkuje takie związki jak pestalotyna, 5,6-dehydropestalotyna, 4-metoksy-3,5-dimetylo-2H-piran-2-on i (4S)-3,4-dihydro-4,8-dihydroksy-1(2H)-naftalenon. Żaden z tych związków po wyizolowaniu nie hamował jednak wymienionych patogenów in vitro, co oznacza, że badania te nie wyjaśniły natury mechanizmu przeciwgrzybicznego u U. craterium.

## Podobne gatunki
Owocnik grzyba Plectania melastoma jest także czarny, ale mniejszy, a jego owocnik nie jest tak mocno wgłębiony.